# Caenocryptus oregonensis
Caenocryptus oregonensis är en stekelart som först beskrevs av Joseph Augustine Cushman 1939.  Caenocryptus oregonensis ingår i släktet Caenocryptus och familjen brokparasitsteklar. Inga underarter finns listade.